# Leptotarsus saltatrix
Leptotarsus saltatrix är en tvåvingeart som först beskrevs av Alexander 1944.  Leptotarsus saltatrix ingår i släktet Leptotarsus och familjen storharkrankar.
Artens utbredningsområde är Costa Rica. Inga underarter finns listade i Catalogue of Life.